# Ordinariát pro věřící východního ritu v Argentině
Ordinariát pro věřící východního ritu v Argentině je ordinariát katolické církve nacházející se v Argentině.

## Území
Ordinariát má svou jurisdikci nad všemi věřícími východního ritu v Argentině, kteří nemají vlastního ordináře. V současné době se zde nachází misie Ruské řeckokatolické církve a Rumunské řeckokatolické církve.
Celé území tvoří jednu farnost. K roku 2022 měl ordinariát 2 020 věřících a 1 diecézního kněze.

## Historie
Byl založen 19. února 1959. Z původního Ordinariátu pro věřící východního ritu v Argentině se stal 9. února 1968 Arcibiskupský exarchát pro Argentinu.

## Seznam ordinářů
- Antonio Caggiano (1959-1975)
- Juan Carlos Aramburu (1975-1990)
- Antonio Quarracino (1990-1998)
- Jorge Mario Bergoglio (1998-2013)
- Mario Aurelio Poli (2013-2023)
- Jorge Ignacio García Cuerva (od 2023)